# Albinaria janisadana
Albinaria janisadana is een slakkensoort uit de familie van de Clausiliidae. De wetenschappelijke naam van de soort is voor het eerst geldig gepubliceerd in 1955 door Loosjes.